# 잉다
잉다(중국어 간체자: 英达, 정체자: 英達, 병음: Yīng Dá, 한자음: 영달, 1960년 7월 7일 ~ )는 중화인민공화국의 배우이다. 베이징시에서 태어났고 배우이자 감독이며, 극작가이다.

## 방송
- 점화서북랑

## 영화
- 스마트 체이스 (2017년) - 미스터 송 역
- 핫 블러드 밴드 (2015년)
- 와룡강 (2013년)
- 아화니 (2012년)
- 탈명심도 (2011년)
- 담배는 끊어도 술은 못끊어 (2011년)
- 친밀적인 (2011년)
- 애정유수참 (2010년)
- 건국대업 (2009년)
- 바람의 소리 (2009년) - 진썽훠 역
- 매란방 (2008년)
- 동경심판 (2006년)
- 독자등대 (2005년)
- 화이트 카운티스 (2005년)
- 거장의 장례식 (2001년)
- 이쪽저쪽 (1997년)
- 패왕별희 디 오리지널 (1993년)